# Герб Краснинского района (Липецкая область)
Герб Краснинского района является официальным геральдическим символом Краснинского района Липецкой области.
Утвержден решением сессии районного Совета депутатов № 5/62 от 20 мая 2004 года.
Герб района является гласным. В других источниках указано, что герб является полугласным.

## Описание герба(блазон)
"В золотом и червленом (красном) поле, повышенно пересеченном тремя острыми зубцами, вверху - два червленых яблока, одно подле другого, с зелеными черенками и листьями; внизу - семь золотых стеблей папоротника, сложенных веерообразно".

## Обоснование символики
Первые сведения о селе Красном, центре района, относятся к 1678 году в книге переписи Елецкого уезда: «дереня Красная за красным лесом».
В XVII—XVIII вв. укрепляются южные границы Московского государства от крымских татар. По территории Краснинского района проходила оборонительная линия Белгородской черты. Данный факт отражён и в гербе: три острых зубца символизируют ряд оборонительных укреплений.
Красный цвет поля имеет многозначную символику: «красный», «красивый», «пригожий», «хороший». Эти эпитеты применимы к району, поскольку на его земле жили отец и мать Михаила Юрьевича Лермонтова (деревня Васильевка), Андрей Сергеевич Пришвин (село Ищеино). Краснинский район — родина 7 Героев Советского Союза, 3 боевых генералов, 2 Героев Социалистического труда.
Яблоки показывают богатство и плодородие района, стебли папоротника (7 шт.) указывают на урочище Плющань заповедника Галичья Гора, где произрастают реликтовые растения доледникового периода.
Золотая часть поля герба аллегорически показывает, что жители района трудятся в аграрном секторе экономики.
Золото — это цвет солнца, символизирует стабильность, уважение, плодородие.
Зелёный цвет — символ весны, радости, надежды, природы, возрождения.